# 銀水村
銀水村（ぎんすいむら）は、福岡県の南部、三池郡にかつてあった村である。

## 概要
現在の大牟田市の北部、大字吉野・宮崎・倉永・岩本・上内・四ケ・唐船・岬・手鎌・甘木・白銀・橘・宮部・久福木・田隈・草木・白川及び上白川町・中白川町・下白川町にあたる。なお、昭和開（しょうわびらき）については、銀水村が大牟田市に編入された後、1950年代に始まった三池干拓事業により造成された土地であるため、旧銀水村域には含まれない。
西は有明海に面し、南西は大牟田市、南東は三池町、北西は開村、北は高田村、北東は飯江村と山川村、東は熊本県玉名郡南関町及び賢木村と接していた（開村・高田村・飯江村・山川村は現在のみやま市、賢木村は現在の南関町）。
合併当時、旧村域は三池郡に属する町村の中で最も面積が広く、現在の大牟田市のほぼ北半分を占めていた。また、合併後、特に戦後になって急速に宅地化が進み、現在の人口は4万人を超えている。

## 歴史
- 1889年（明治22年）4月1日 - 町村制が施行。白銀（しらがね）、橘（たちばな）、宮部（みやべ）、久福木（くぶき）、田隈（たくま）、草木（くさき）、白川（しらかわ）の7村が合併して（旧）銀水村が発足。
- 1907年（明治40年）5月1日 - 倉永、上内、手鎌及び（旧）銀水の4村が対等合併して（新）銀水村が発足。
- 1935年（昭和10年）6月30日 - 集中豪雨により白銀川が溢流。約500戸が浸水した[2]。
- 1941年（昭和16年）4月1日 - 大牟田市に編入。

### 村長
1. 1907年（明治40年）〜1923年（大正12年） - 千田精一
2. 1923年（大正12年）〜1937年（昭和12年） - 白仁秋津
3. 1937年（昭和12年）〜1941年（昭和16年） - 大石一

## 学校
- 橘小学校（のちの銀水小学校、現在の大牟田市立銀水小学校）
- 上兎道小学校（のちの上内小学校、現在の大牟田市立上内小学校）
- 深倉小学校（のちの手鎌尋常小学校、現在の大牟田市立手鎌小学校）
- 倉永小学校（現在の大牟田市立倉永小学校）

## 交通
- 国鉄（現在のJR九州）鹿児島本線
  - 銀水駅
  - 銀水村が大牟田市に編入された後、旧村域内に吉野駅が開業した。
- 九鉄（現在の西鉄天神大牟田線）
  - 渡瀬駅 - 倉永駅 - 銀水駅
  - 銀水村が大牟田市に編入された後、旧村域内に東甘木駅が開業した。